# Goga Bitadze
Goga Bitadze (em georgiano:  გოგა ბითაძე) (Sagarejo, 20 de julho de 1999) é um jogador georgiano de basquete profissional que atualmente joga no Orlando Magic da National Basketball Association (NBA).
Ele foi selecionado pelo Indiana Pacers como a 18º escolha geral no draft da NBA de 2019.
Bitadze é membro da seleção da Geórgia. Ele jogou no EuroBasket de 2017 e estreou nas eliminatórias para a Copa do Mundo da FIBA em 2017.

## Início da vida e carreira
Bitadze nasceu em Sagarejo, uma cidade no leste da Geórgia. Seu pai era um jogador profissional de basquete, cuja carreira foi interrompida por lesão.
Embora Bitadze não tenha jogado basquete em sua infância, ele começou a jogar aos 6 anos de idade, porque se considerava "ativo e alto". Ao se envolver no basquete, começou a idolatrar os jogadores georgianos Zaza Pachulia e Tornike Shengelia, além dos craques da NBA, Pau Gasol e Shaquille O'Neal.
Na temporada de 2014-15, sua última temporada no sub-16, Bitadze obteve médias de 23,1 pontos, 16,6 rebotes, 4,5 assistências e 3,8 bloqueios.

## Carreira profissional

### VITA Tbilisi (2015-2016)
Na temporada de 2015-16, Bitadze jogou profissionalmente pelo VITA Tbilisi na VTB United League. Ele estreou aos 16 anos e, consequentemente, se tornou o jogador mais jovem da história da liga.
Em 6 jogos, ele obteve médias de 2,8 pontos, 1,7 rebotes e 0,7 bloqueios em 13,8 minutos.

### Mega Basket (2016–2019)

#### Sucesso júnior e empréstimo ao Smederevo (2016–17)
Em 2 de dezembro de 2015, ele assinou com o Mega Basket da Liga de Basquete da Sérvia (KLS) e da Liga ABA. Bitadze foi atraído pelo clube porque eles haviam produzido muitos jogadores da NBA como Nikola Jokić e Ivica Zubac, e ele achava que a liga sérvia estava "bem gerida". Ele descreveu a mudança: "Foi difícil para mim por alguns meses. Fiquei muito frustrado, longe da minha família e longe dos meus amigos. Foi difícil, mas então lentamente me acostumei. Você precisa se sacrificar para conseguir algo grande e obter algo ainda maior."
Em dezembro de 2015, Bitadze obteve médias de 7,8 pontos e 4 rebotes para ajudar a equipe júnior do Mega a vencer o Torneo Città di Roma e a se classificar para o Next Generation Tournament (ANGT) de 2015-16. Em três jogos no ANGT, ele obteve médias de 4,7 pontos e 5,3 rebotes.

##### Temporada de 2016–17
Para a temporada de 2016-17, Bitadze foi emprestado ao clube sérvio Smederevo 1953, que competiu no KLS. Em 19 jogos, ele obteve médias de 10,6 pontos, 4,4 rebotes e 1,2 bloqueios.
Bitadze registrou seu primeiro duplo-duplo em 1 de abril de 2017 contra Dunav Stari Banovci com 18 pontos e 11 rebotes.

#### Ascensão ao estrelato (2017–2018)
Ele voltou ao Mega no começo da temporada de 2017-18 e jogou principalmente com a equipe sênior.
Em 22 jogos na Liga ABA, Bitadze obteve médias de 11,8 pontos, 6,2 rebotes e 2,1 blocos. Na KLS, ele jogou em 12 jogos e teve médias de 15,9 pontos e 6,7 rebotes.
Ele se declarou para o draft da NBA de 2018 em 12 de abril e foi considerado uma possível escolha de segunda rodada. Ele se retirou do draft em 11 de junho, menos de duas semanas da noite do draft.
Ele continuou jogando no Mega na temporada seguinte. Em um jogo de exibição contra a equipe da NCAA, Kentucky, em 11 de agosto de 2018, Bitadze sofreu uma lesão no final do primeiro tempo e não voltou. Em 30 de setembro, em sua estreia na Liga ABA, ele registrou 24 pontos e 12 rebotes na vitória de 80-79 sobre Igokea.
Em 30 de outubro, dois dias após registrar 26 pontos, 10 rebotes e 3 bloqueios contra Mornar Bar, Bitadze foi nomeado o MVP do mês da ABA League. Em seu jogo seguinte, em 3 de novembro, ele registrou 28 pontos, 11 rebotes e 4 bloqueios em uma derrota por 81-74 para o Partizan. Em 24 de novembro, Bitadze marcou 28 pontos novamente, levando sua equipe a uma vitória de 82-80 sobre Cibona.
Em 11 jogos para Mega, todos na Liga ABA, ele obteve médias de 20,2 pontos, 7,9 rebotes e 2,6 bloqueios.

#### Emprestado ao Budućnost (2018-2019)
Em 20 de dezembro de 2018, Bitadze foi emprestado ao clube montenegrino Budućnost, que na época competia na EuroLeague. Ele se juntou à equipe pelo restante da temporada.
Refletindo sobre a transição para seu novo clube, Bitadze disse: "Não foi uma situação fácil, principalmente nos primeiros dias. Quero dizer, ainda é difícil agora se acostumar com as coisas. Mas meus colegas de equipe e treinadores me ajudaram."
Em seu primeiro jogo pelo Budućnost, ele registrou 12 pontos e 4 rebotes contra Krka na Liga ABA. Quatro dias depois, Bitadze fez sua estreia na EuroLeague, registrando 17 pontos, 7 rebotes e 4 bloqueios em uma derrota por 93-88 para o Bayern de Munique. Em 3 de janeiro de 2019, ele teve outro desempenho forte na EuroLeague com 23 pontos, 8 rebotes e 3 bloqueios em uma derrota para o Olimpia Milano por 111-94.
Em mais de 13 jogos na EuroLeague, Bitadze obteve médias de 12,1 pontos, 6,4 rebotes e 2,3 bloqueios e ganhou o prêmio de melhor jogador sub-22 da EuroLeague (EuroLeague Rising Star).
Depois que o Budućnost não se classificou para os playoffs da EuroLeague, Bitadze retornou ao Mega para o resto da temporada.

### Indiana Pacers (2019–2023)
Em 20 de abril, ele se declarou para o draft da NBA de 2019. Em 19 de junho, durante a disponibilidade da mídia para o draft, Bitadze apareceu em uma foto viral que o mostrou sendo ignorado pelos repórteres, que cercaram Zion Williamson, a eventual primeira escolha geral, em segundo plano. Vários jogadores da NBA, incluindo Dwyane Wade e Draymond Green, sugeriram que ele usasse a foto como motivação.
Ele foi selecionado pelo Indiana Pacers com a 18ª escolha geral no draft de 2019. Em 15 de julho de 2019, o Indiana Pacers anunciou que havia assinado um contrato de 4 anos e US$13 milhões com Bitadze. Em 28 de outubro de 2019, Bitadze estreou na NBA em uma derrota de 99-110 para o Cleveland Cavaliers, com dois pontos e um rebote.
Em 9 de fevereiro de 2023, Bitadze foi dispensado pelos Pacers.

### Orlando Magic (2023–Presente)
Em 13 de fevereiro de 2023, Bitadze assinou até o fim da temporada com o Orlando Magic.

## Carreira na seleção

### Seleção júnior
Bitadze jogou pela Geórgia Sub-17 na Divisão B do EuroBasket Sub-16 e teve médias de 14,2 pontos, 8,8 rebotes e 3,7 bloqueios a caminho do quinto lugar. Ele teve sua melhor pontuação no torneio quando registrou 24 pontos e 11 rebotes em uma derrota de 80-66 para a Suécia.
Na Divisão B do EuroBasket Sub-18 de 2016, Bitadze alcançou médias de 11,4 pontos, 10,2 rebotes e 4,1 bloqueios. Em 6 de agosto de 2016, ele registrou as melhores marcas do torneio com 23 pontos, 9 bloqueios e 13 rebotes na vitória por 103-101 sobre a Bulgária.
Bitadze voltou a jogar na seleção junior em 2017 e teve médias de 10,9 pontos e 6,3 rebotes na Divisão B do EuroBasket Sub-20.

### Seleção sênior
Bitadze foi nomeado pela primeira vez para a seleção Georgiana no EuroBasket de 2017, mas uma lesão no ligamento da panturrilha o forçou a ficar de fora de toda a competição. Independentemente disso, ele "aprendeu muito dentro e fora da quadra" observando seus colegas de equipe veteranos, incluindo Zaza Pachulia e Giorgi Shermadini.
Em 24 de novembro de 2017, Bitadze estreou na seleção nacional sênior contra a Alemanha durante a qualificação para a Copa do Mundo de 2019, marcando 4 pontos em 17 minutos.

## Estatísticas da carreira

### NBA

#### Temporada regular
| Ano      | Equipe   | PJ  | PT | MPJ  | AP   | 3P   | LL   | RT  | AS  | BR | TO  | PPJ |
| -------- | -------- | --- | -- | ---- | ---- | ---- | ---- | --- | --- | -- | --- | --- |
| 2019–20  | Indiana  | 54  | 2  | 8.7  | .467 | .190 | .727 | 2.0 | .4  | .2 | .7  | 3.2 |
| 2020–21  | Indiana  | 45  | 3  | 12.5 | .428 | .253 | .738 | 3.3 | .8  | .2 | 1.3 | 5.1 |
| 2021–22  | Indiana  | 50  | 16 | 14.6 | .520 | .288 | .681 | 3.5 | 1.1 | .4 | .8  | 7.0 |
| 2022–23  | Indiana  | 21  | 0  | 9.6  | .519 | .286 | .458 | 2.3 | .9  | .4 | .5  | 3.3 |
| 2022–23  | Orlando  | 17  | 1  | 15.0 | .575 | .167 | .667 | 5.2 | 1.2 | .4 | .9  | 5.8 |
| 2023–24  | Orlando  | 62  | 33 | 15.4 | .603 | .143 | .655 | 4.6 | 1.3 | .5 | 1.2 | 5.0 |
| Carreira | Carreira | 249 | 55 | 12.6 | .518 | .221 | .654 | 3.4 | .9  | .3 | .9  | 4.9 |

#### Play-In
| Ano  | Equipe  | PJ | PT | MPJ  | AP   | 3P   | LL   | RT  | AS  | BR | TO  | PPJ |
| ---- | ------- | -- | -- | ---- | ---- | ---- | ---- | --- | --- | -- | --- | --- |
| 2021 | Indiana | 2  | 0  | 17.8 | .364 | .000 | .750 | 6.0 | 2.0 | .5 | 2.0 | 7.0 |

#### Playoffs
| Ano  | Equipe  | PJ | PT | MPJ | AP   | 3P | LL | RT  | AS  | BR | TO | PPJ |
| ---- | ------- | -- | -- | --- | ---- | -- | -- | --- | --- | -- | -- | --- |
| 2024 | Orlando | 2  | 0  | 4.9 | .000 | —  | —  | 1.5 | 1.0 | .0 | .0 | .0  |

### EuroLeague
| Ano     | Time      | PJ | MPJ  | AP   | 3P   | LL   | RT  | AS  | BR | TO  | PPJ  |
| ------- | --------- | -- | ---- | ---- | ---- | ---- | --- | --- | -- | --- | ---- |
| 2018–19 | Budućnost | 13 | 24.2 | .548 | .313 | .714 | 6.4 | 1.2 | .5 | 2.3 | 12.1 |